# Pastora Soler (álbum)
Pastora Soler es el sexto disco de estudio de la cantante sevillana Pastora Soler y el primero con la discográfica Warner. Su lanzamiento se llevó a cabo el 26 de abril de 2005. Su primer sencillo fue Sólo tú. Un año después, el disco se reedita en una edición que incluirá duetos con David DeMaría o Armando Manzanero.

## Listado de canciones
1. “Sólo tú” - 3:55
2. “Ha sido bello” - 4:17
3. “Flor de romero” - 3:50
4. “Encadenados” - 4:02
5. “Non credere” - 3:56
6. “Nada de nada” - 3:56
7. “Que nos lleve el tiempo” - 4:00
8. “Vivir sin amor” - 3:51
9. “Vestida de besos” - 3:47
10. “Luna nueva” - 4:52
11. “La flor de Estambul” - 3:34

Edición especial:
1. “Mi trocito de vida”
2. “Por qué llorar”
3. “Fin de semana”
4. “Mariposas en la barriga”

## Sencillos
1. "Sólo tú" (2005)
2. "Flor de romero" (2005)